# Бугарский, Александр
Александар Бугарский (серб. Александар Бугарски; 1835—1891) — сербский архитектор.

## Биография
Александр Бугарский родился в 1835 году в семье инженеров в Эперьесе (тогда Австрийская империя, сегодня Прешов в Словакии). Его отец Йован переехал в Сербию вскоре после его рождения и в 1842 году принял сербское гражданство, но после смены династии он переехал из Белграда в Нови-Сад, где Александар окончил начальную и среднюю школу. Затем он поступил в Будапештский технический колледж, где изучал архитектуру .
С 1859 года он открыл собственное архитектурное бюро, а в период с 1869 по 1890 год работал государственным архитектором в Министерстве строительства и общественных работ Сербии в Белграде. Работал в странах Австро-Венгрии и в Сербии. Он спроектировал и построил самое большое количество зданий в Белграде: первоначальный проект Национального театра 1869—1870 гг. Старый дворец 1881—1884 гг., Ныне резиденция Ассамблеи города Белграда, около 126 общественных и частных зданий, затем Dom društva Crvenog krsta (Дом Красного Креста), аптека Delini на Зеленом венце, здание бывшего Министерства образования, сегодня Дом Фонда Вука . За пределами Белграда он проектировал церкви в Лознице в 1871 году и Ритопеке в 1872—1873 годах, а за границей — отель Bauer в Бад-Ишле, Дома рабочих в Вене. Он также занимался садоводством как ландшафтный архитектор: его работа, наряду с другими (он следовал далеко идущему оригинальному плану Эмилиана Йосимовича), представляет собой городской парк в Белграде, известный как просто Калемегдан . Бугарский умер в Белграде, Королевство Сербия, 11 августа 1891 года.
Он является типичным представителем исторических стилей от Возрождения до неоклассицизма в сочетании с традиционной сербской архитектурой и искусством средневекового прошлого. Бугарский был самым важным архитектором, если не самым важным архитектором своего времени в Сербии .

## Галерея

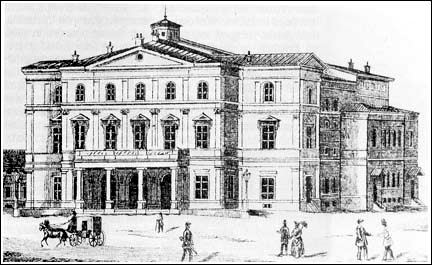
Старый Национальный Театр
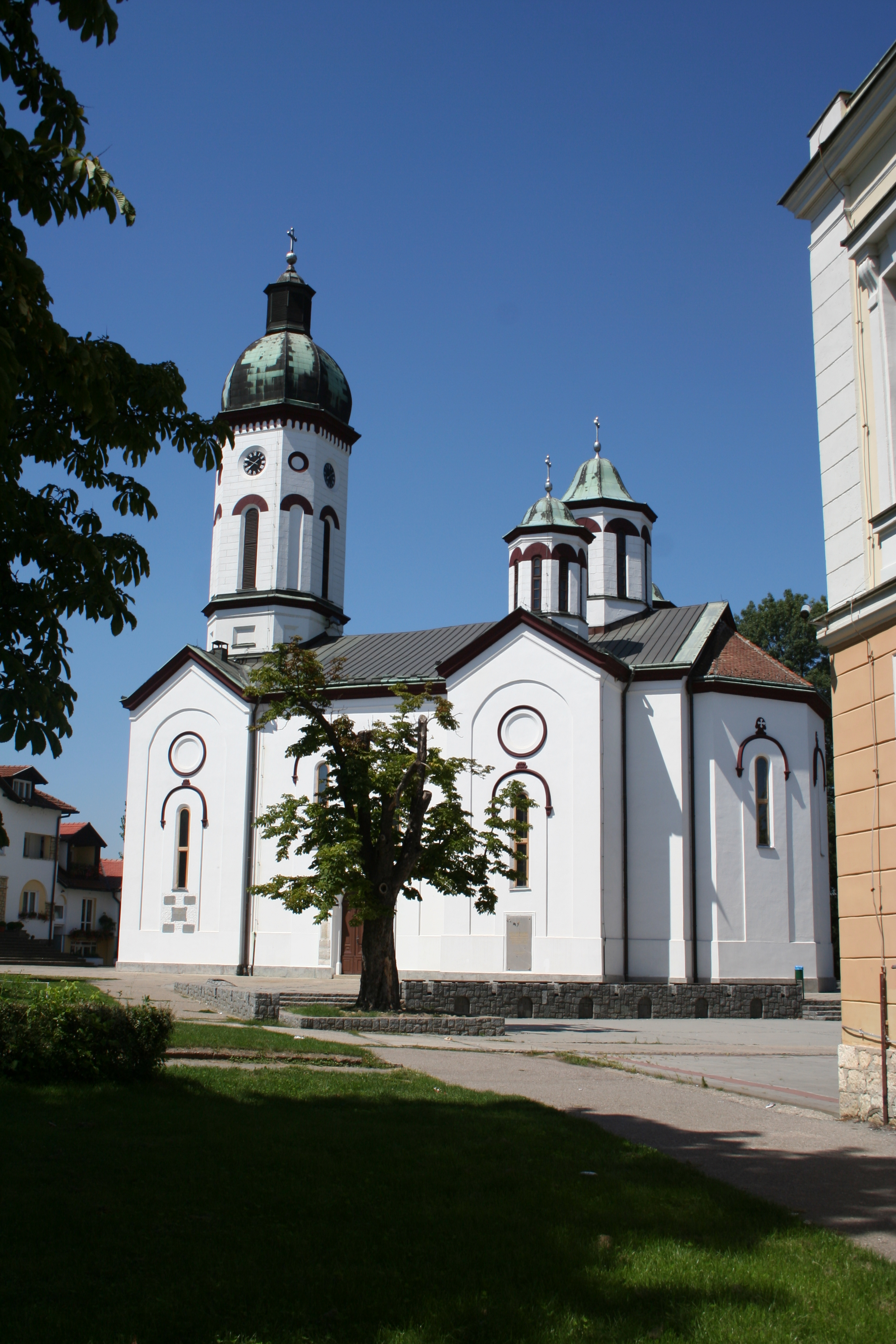
Сербская Православная Церковь в Лознице
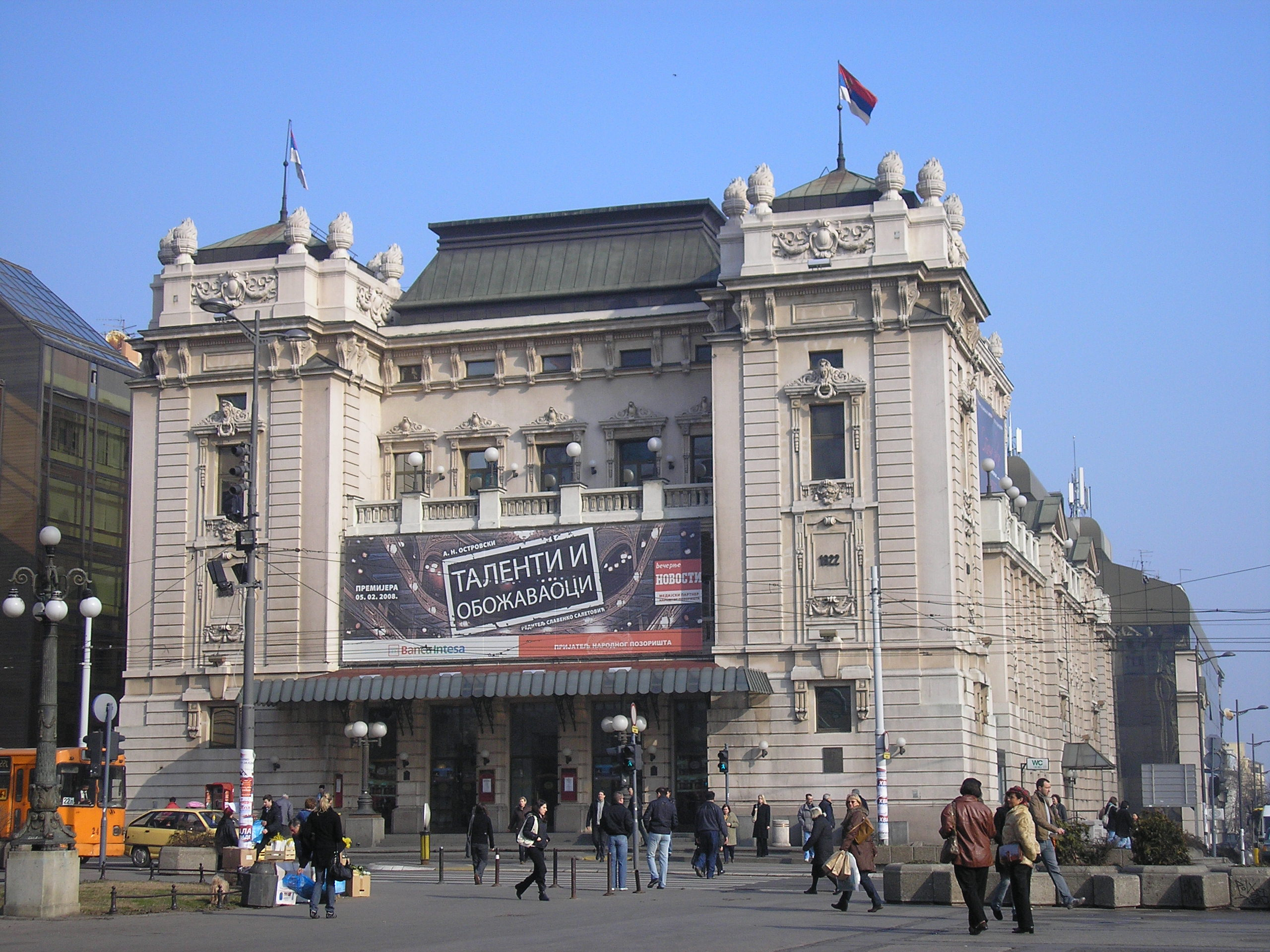
Национальный театр в Белграде
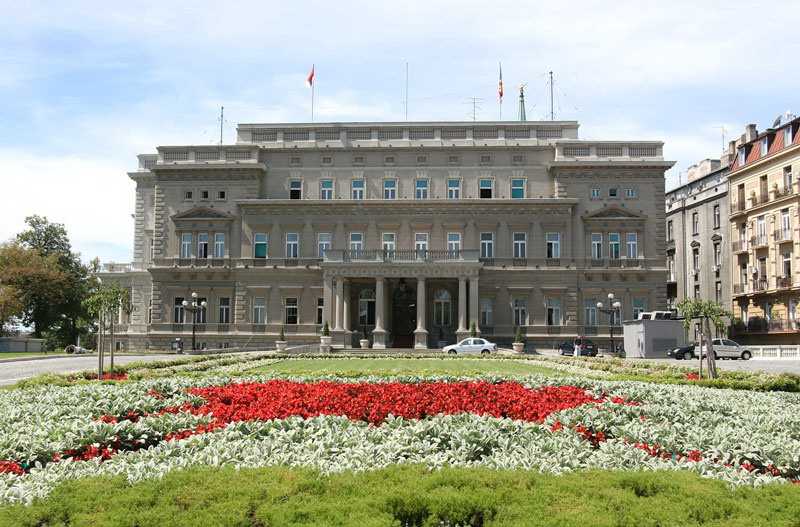
Старый двор в Белграде
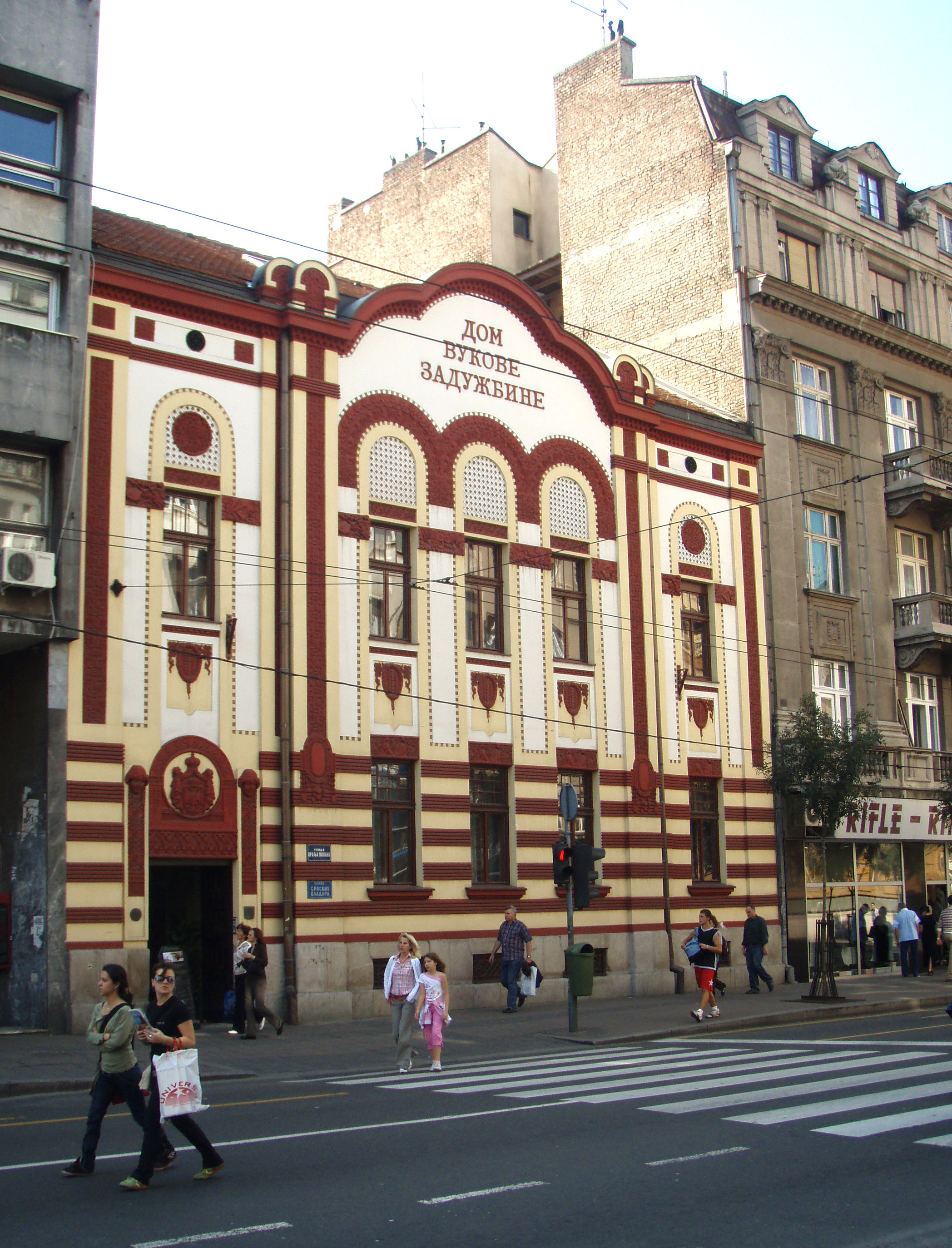
Дом фонда Вука в Белграде
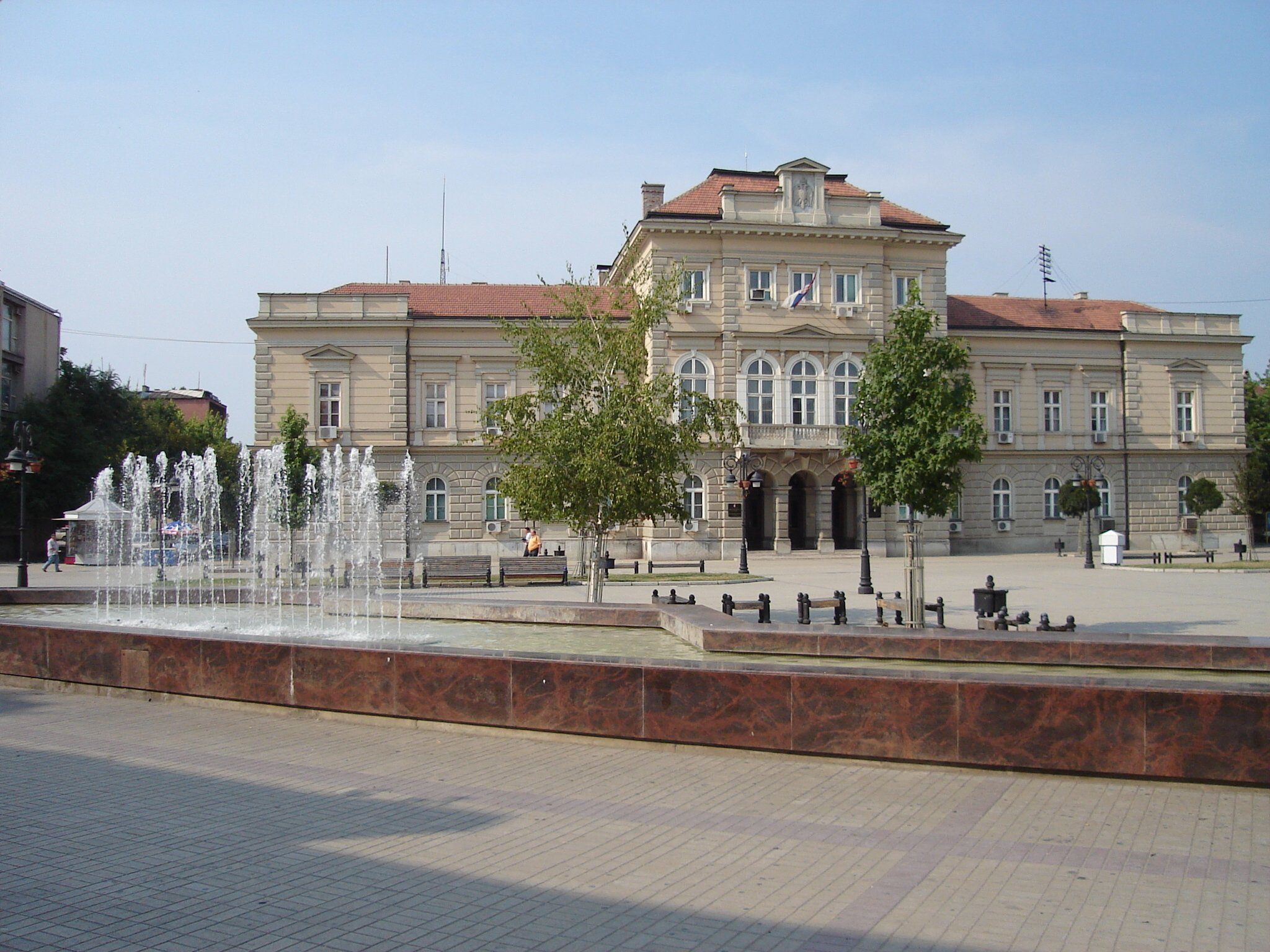
Смедерево, ратуша